# SFE Freiburg
Die Sportfreunde Eintracht Freiburg sind ein Sportverein aus Freiburg im Breisgau mit den Vereinsfarben Blau, Schwarz und Gelb.

## Geschichte
Am 11. April 1911 wurde der Verein Hertha Freiburg gegründet. Dieser benannte sich bereits im Frühjahr 1912 in FC Sportfreunde 1911 Freiburg um. Am 16. September 1946 erfolgte die Auflösung des Vereins, an die sich die Gründung des FC Sportfreunde Betzenhausen durch Zusammenschluss mit dem Alemannia Zähringen, der jedoch bereits 1950 wieder gelöst wurde. Seitdem firmierte der Verein als FC Sportfreunde 1911 Freiburg.
Unter diesem Namen stieg die erste Herrenmannschaft 1967 in die Amateurliga Südbaden auf, damals die dritthöchste Spielklasse. Dort spielte sie bis zum Abstieg 1975 zumeist in der unteren Tabellenhälfte. Lediglich die Saison 1968/69 beendeten die Sportfreunde auf dem fünften Tabellenplatz.
Im Mai 1976 fusionierten die Sportfreunde mit einem Teil des SV Eintracht DJK Freiburg zum FC Sportfreunde DJK Freiburg. 1979 gelang dem Verein mit der Qualifikation für die Hauptrunde des DFB-Pokals der nächste Höhepunkt der Vereinsgeschichte. In der ersten Hauptrunde trafen die Sportfreunde auf den FC Union Neumünster. Von der Auswärtsfahrt nach Schleswig-Holstein kehrte die Mannschaft als 2:0-Sieger zurück, schied aber in der zweiten Runde mit einer 2:7-Niederlage gegen den SV Waldhof Mannheim aus.
Aus dem ursprünglich reinen Fußballverein war zwischenzeitlich ein Sportverein mit mehreren Abteilungen geworden. Bereits 1972 bildete sich eine Gymnastikabteilung, 1977 dann eine Abteilung für Ski und Wandern, 1978 für Handball, 1980 für Volleyball und schließlich 1981 für Tennis.
1987 gelang noch einmal die Rückkehr in die Drittklassigkeit. Während der Saison 1987/88 maßen die Sportfreunde in der Oberliga Baden-Württemberg ihr Können mit Teams wie dem Freiburger FC, VfR Mannheim, Offenburger FV, SV Sandhausen oder der SpVgg 07 Ludwigsburg. Als abgeschlagener Vorletzter stiegen die Sportfreunde letztlich chancenlos ab.
Am 1. Juli 2004 schlossen sich die Sportfreunde DJK Freiburg mit dem SV Eintracht Freiburg zum heutigen Verein Sportfreunde Eintracht Freiburg zusammen. Seither spielte man zwischen Kreisliga und Bezirksliga.  

## Spielstätten
Die Sportfreunde spielten zunächst an der Fedderstraße, später am sogenannten „Dreispitz“, ehe sie von 1918 bis 1937 auf dem Exerzierplatz unterkamen. 1937 bis 1944 waren sie an der Grenzstraße zu Hause. Nach der Zerstörung des Platzes spielten sie ungefähr zwei Jahre an der Waldkircher Straße, schließlich von 1947 bis 1951 auf dem Meßplatz in der Schwarzwaldstraße. Schließlich konnte 1951 das Weststadion an der Grenzstraße bezogen werden, das bis zu 5.000 Zuschauern Platz bot. Von 2006 bis 2008 teilten sich die Sportfreunde ihre Heimstätte mit den Bundesliga-Frauen des SC Freiburg.

## Spieler/-innen
- Noah Atubolu
- Noah Darvich
- Joachim Löw
- Max Rosenfelder
- Kenneth Schmidt
- Dieter Wendling (1978–1979)
- Cora Zicai